# John Hillcoat
John Hillcoat (* 1961) je australský filmový režisér. Narodil se v Queenslandu, ale vyrůstal v Kanadě. Svůj první film nazvaný Ghosts… of the Civil Dead vydal v roce 1988. Jako jeden z herců, scenáristů a autorů hudby se na něm podílel Nick Cave. Hillcoat s Cavem spolupracoval i při dalších příležitostech. Cave je například autorem scénáře a hudby k filmům The Proposition (2005) a Země bez zákona (2012). Pouze hudbu složil ke snímku Cesta (2009), což je adaptace knihy Cesta od Cormaca McCarthyho. Hillcoat je také režisérem videoklipu k Caveově písni „Jubilee Street“. Dále režíroval klipy například skupinám Depeche Mode a Manic Street Preachers.